# Bravo F1
Bravo F1 fue un proyecto que se empezó a mediados de 1992 que fue llevado a cabo por Nick Wirth para participar en la Fórmula 1 en 1993. Su creación data de noviembre de 1992 y fue declarado ilegal tan solo al mes siguiente, en diciembre, por lo que a inicios de 1993, el proyecto se abandonó. 17 años después, Adrián Campos volvería con Hispania Racing.
El equipo es conocido también por ser un proyecto inglés y porque el monoplaza tuvo nacionalidad española. El fundador de la escudería fue Adrián Campos y los diseñadores fueron Nick Wirth y Jean-Pierre Mosnier.

## Historia
El coche fue construido con un chasis del antiguo monoplaza Andrea Moda y con una caja de cambios de Dallara. El motor era un motor Judd V8 y el principal patrocinador era ElMondo, junto con nombres de pequeñas empresas españolas.
El monoplaza se terminó en noviembre de 1992 y el equipo contaba con un presupuesto de 3.000.000 de dólares, menos de la mitad que tenía el equipo Andrea Moda en 1992.
Nick Wirth y los otros pensaron si en detener el proyecto o no y ahorrar dinero para construir otro coche propio. El monoplaza fue hecho en poco tiempo, sin hacer ningún tipo de pruebas, y negociando con Jordi Gené como piloto y Judd como motorista. El equipo constituía de los fundadores que empezaron este proyecto y tres mecánicos. La muerte de Jean Pierre-Monsier durante el desarrollo del coche afectó al equipo en su proyecto.
El modelo del monoplaza se llamaba Bravo S931. En diciembre el monoplaza fue prohibido por la FIA ya que no superó las pruebas de choque. Así, por falta de dinero y deudas, al final el proyecto se abandonó.
Nick empezó con el proyecto de Simtek, que compitió una temporada completa. Los pilotos candidatos a conducir el coche eran Nicola Larini, Ivan Árias, Jordi Gené y Luca Badoer. También intentaron contratar a Damon Hill.
Anteriormente, el proyecto Pegaso España había tenido intenciones de correr en este campeonato, pero también fracasó.